# Yehoshua Stampfer
Pour les articles homonymes, voir Stampfer.
Yehoshua Stampfer, né le 8 juin 1852 et décédé le 4 juillet 1908, est un sioniste et l'un des fondateurs de la ville de Petah Tikva en Israël. Il est membre de son premier conseil municipal.

## Biographie
Yehoshua Stampfer est né à Komárno et a grandi à Szombathely, en Hongrie. Voyant les résultats du succès national des Hongrois en 1867, Stampfer aspire à une indépendance similaire pour le peuple juif en Eretz Yisrael. À l'âge de 17 ans, il  immigre en Terre d'Israël. Plus tard, il s'associé à d'autres pionniers sionistes et établit de nouveaux quartiers juifs en dehors de la vieille ville de Jérusalem. Au départ, achète 3.2 km 2 pour Petah Tikva, qui commence avec quelques tentes. En 1882, il y a déjà 66 personnes vivant à Petah Tikva.